# امرأة ذات قبعة (ميتزينجر)
فام أو شابو (بالفرنسية: Femme au Chapeau أو Lucie au chapeau ) أو امرأة مع قبعة (المعروفة أيضًا باسم لوسي مع القبعة) هي عمل فني زيتي للفنان والمنظر الفرنسي جان ميتسينجر، أنجزها عام 1906. تتميز اللوحة بأسلوب تقسيمي فريد يتضمن لمسات من التكعيبية البدائية، مما يعكس تأثير التيار الوحشي السائد آنذاك. تجسد هذه اللوحة اهتمام ميتسينجر المبكر بالجوانب الشكلية التي أصبحت لاحقًا سمة مميزة لأعماله التكعيبية. تعد هذه التحفة جزءًا من مجموعة مؤسسة كوربان للفنون.

## وصف
لوحة امرأة مع قبعة هي عمل زيتي على قماش بأبعاد 44.8 × 36.8 سم (17 5/8 × 14½ بوصة)، موقعة باسم J. Metzinger (في الزاوية اليمنى السفلى). تم تنفيذ هذه اللوحة بأسلوب يتماشى مع أعمال أخرى لميتسينجر بين عامي 1905 و1907، مثل امرأتان عاريتان في منظر طبيعي استوائي. تصور اللوحة امرأة أنيقة، هي لوسي سوبيرون، خطيبة ميتسينجر المستقبلية، وهي تنظر بثقة مباشرة إلى المشاهد، وترتدي قبعة عريضة الحواف مزينة بشريط أزرق-أخضر كبير مربوط بعقدة بسيطة.

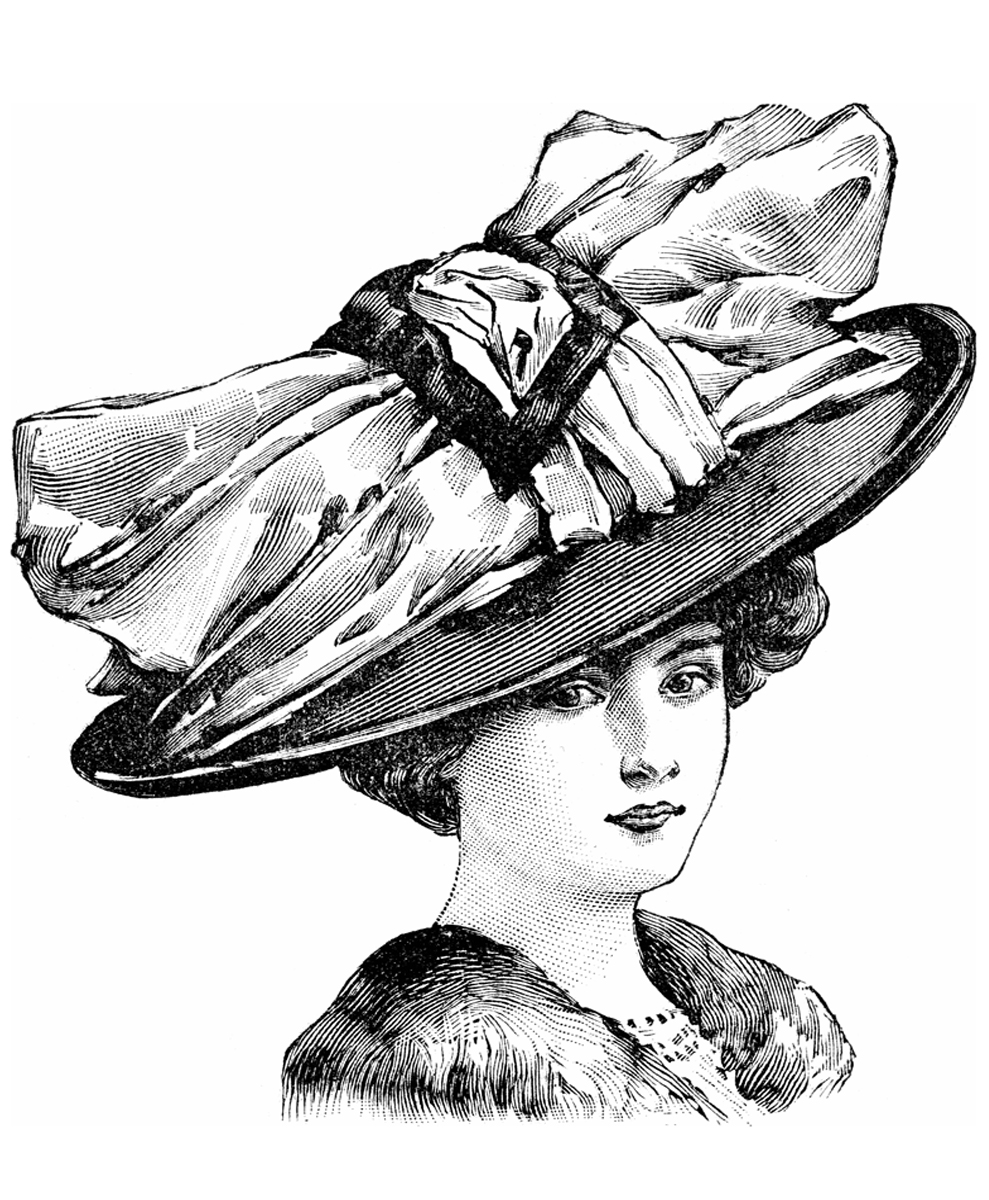
تم تصميم الفاتحة على شكل رأس كبير من قماش التفتا، متجر اللوفر باريس الكبير؛ موسم الشتاء 1911–12

استخدام ميتسينجر للألوان في امرأة مع قبعة يرتبط بشكل وثيق بأعمال الفنانين المحيطين به، والمعروفين باسم الوحشيين (Fauves). فقد استخدم ألوانًا شبه نقية مثل الأخضر والأزرق والبنفسجي، منسقة بعناية بعيدًا عن العشوائية. ومع ذلك، تتميز هذه اللوحة بوجود أشكال هندسية متنوعة، بما في ذلك ضربات الفرشاة نفسها، مما يميزها عن أسلوب الوحشيين التقليدي.
بينما تمت معالجة وجه الجالسة بألوان طبيعية، فإن بقية اللوحة تبدو مشبعة بدرجات وألوان أكثر اصطناعية. وعلى عكس أعمال الوحشيين الآخرين في نفس الفترة، مثل هنري ماتيس وأندريه ديران وموريس دو فلامينك أو كيس فان دونغن، تتسم تركيبة ميتسينجر بطابع سيزاني قوي. يساهم التنسيق العمودي وهيكلية الخلفية في تسطيح المنظور المكاني، مما يعكس مفهوم وجهات النظر المتعددة لدى سيزان، وسعيه إلى النظام والانضباط والثبات. ومع ذلك، فإن ضربات الفرشاة والمظهر العام للعمل لا تحمل بالضرورة طابع سيزان أو الوحشيين..

## مكعبات تشبه الفسيفساء
استخدم الناقد الفني لويس شاسفينت مصطلح "مكعب" في كتاباته عن صالون المستقلين عام 1906 عند الإشارة إلى جان ميتسينجر وروبرت ديلوناي، وذلك قبل عامين ونصف من استخدام لويس فوكسيليس لمصطلحات مماثلة لوصف ما أصبح يُعرف لاحقًا بالتكعيبية البدائية أو التكعيبية، كما تجلت في أعمال بابلو بيكاسو وجورج براك. وللتأكيد على الفارق بين ميتسينجر ومعاصريه، كتب لويس شاسفينت في عام 1906:
«يعتبر السيد ميتزينجر فنان فسيفساء مثل السيد سينياك، لكنه يضفي مزيدًا من الدقة على قطع مكعبات الألوان التي يبدو أنها صُنعت ميكانيكيًا» – روبرت هربرت، 1968 الانطباعية الجديدة، مؤسسة سولومون ر. جوجنهايم، نيويورك

وفي العام التالي، نظم ميتسينجر وديلوناي معرضًا مشتركًا في معرض بيرث ويل عام 1907. وقد صنّفهما الناقد لويس فوكسيليس ضمن الفنانين التقسيميين، مشيرًا إلى استخدامهما لـ"مكعبات" كبيرة شبيهة بالفسيفساء لبناء تركيبات صغيرة لكنها ذات طابع رمزي عميق.
وبعد سنة ونصف، في نوفمبر/تشرين الثاني 1908، وصف فوكسيليس، في استعراضه الموجز لمعرض جورج براك في معرض كاهنويلر ، براك بأنه رجل جريء يحتقر الشكل، "ويختزل كل شيء، الأماكن والأشكال والمنازل، إلى مخططات هندسية و إلى مكعبات.

## أعمال ذات صلة

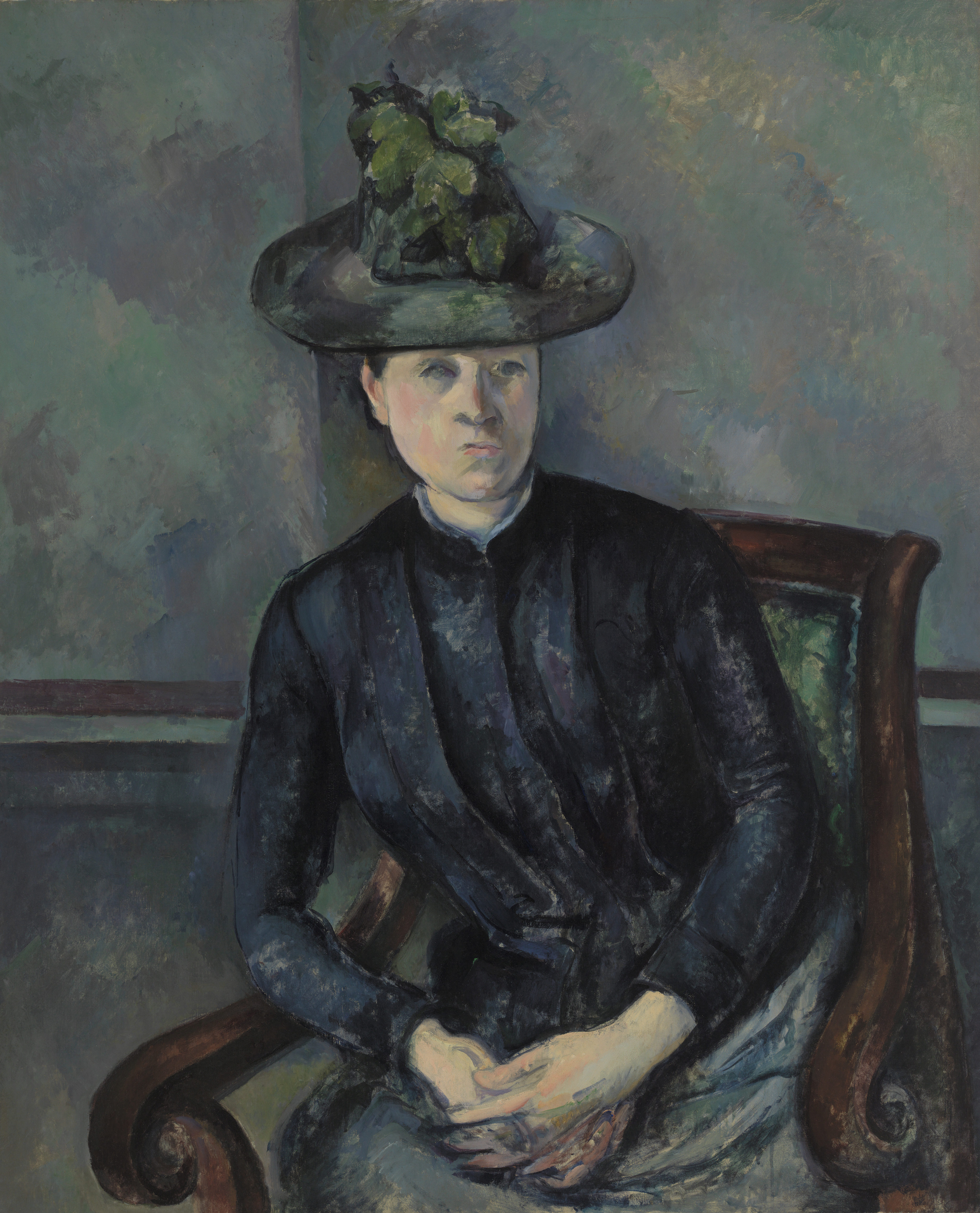
بول سيزان ، 1894-95، Femme au Chapeau Vert (امرأة ترتدي قبعة خضراء. مدام سيزان) ، زيت على قماش، 100.3 × 81.3 سم، مؤسسة بارنز ، ميريون، بنسلفانيا
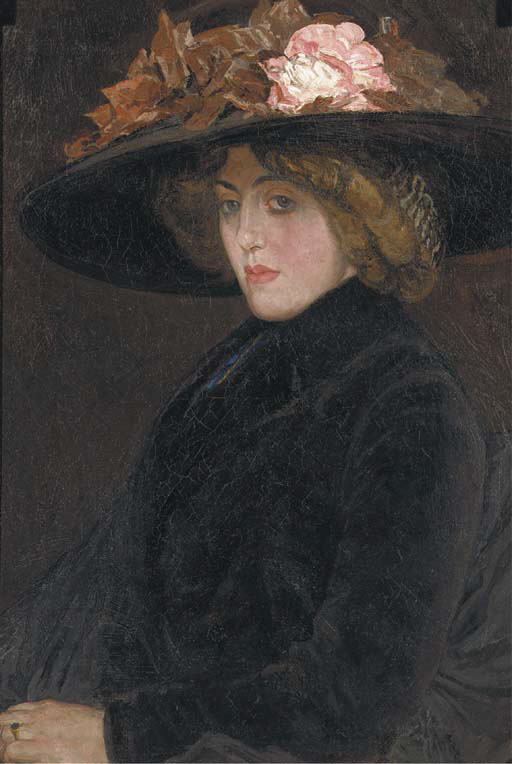
ليو جيستل ، حوالي 1904-1906، صورة لسيدة أنيقة ترتدي قبعة ، زيت على قماش، 73.5 × 50 سم
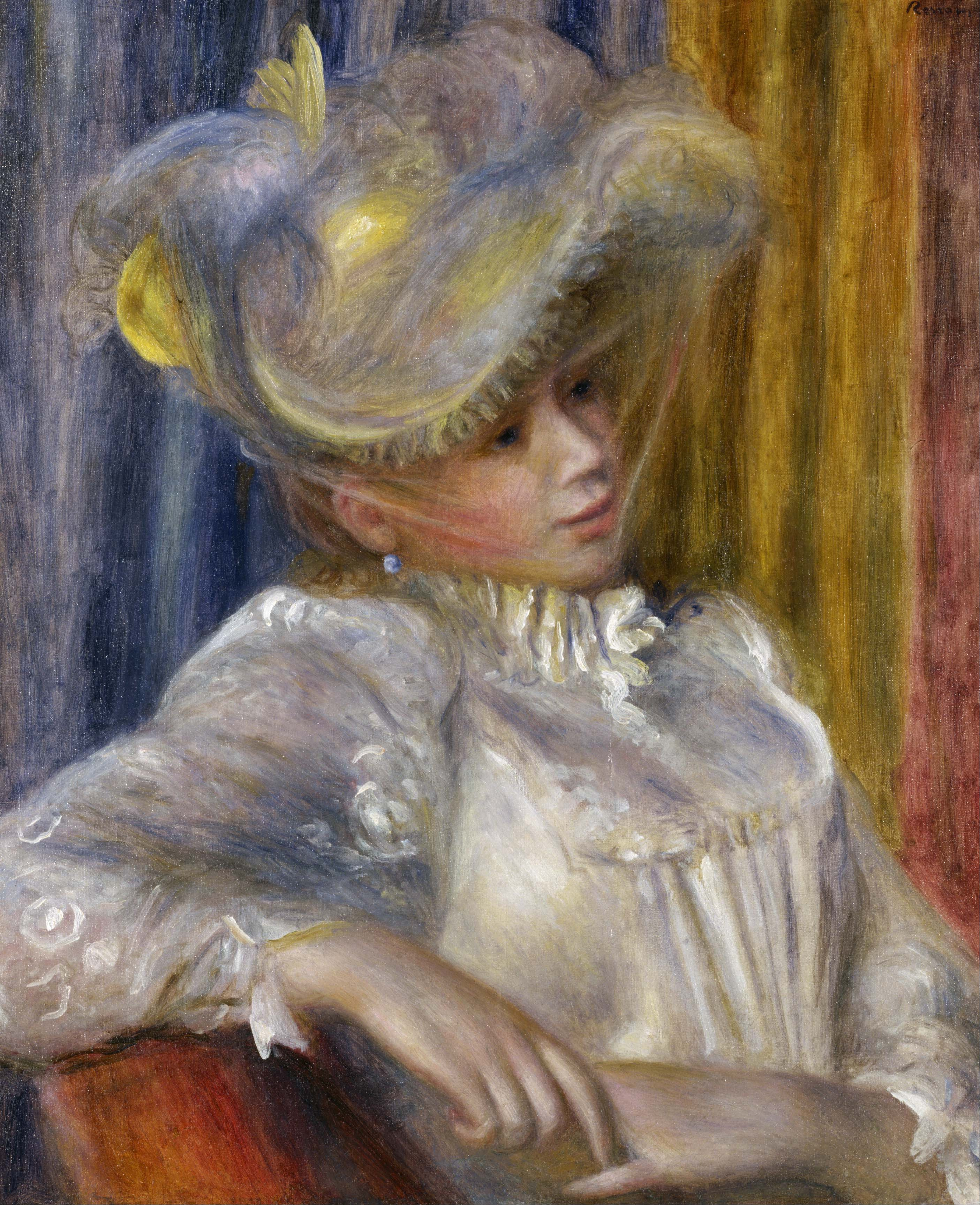
بيير أوغست رينوار ، 1891، امرأة ترتدي قبعة ، زيت على قماش، 56 × 46.5 سم، المتحف الوطني للفنون الغربية ، طوكيو
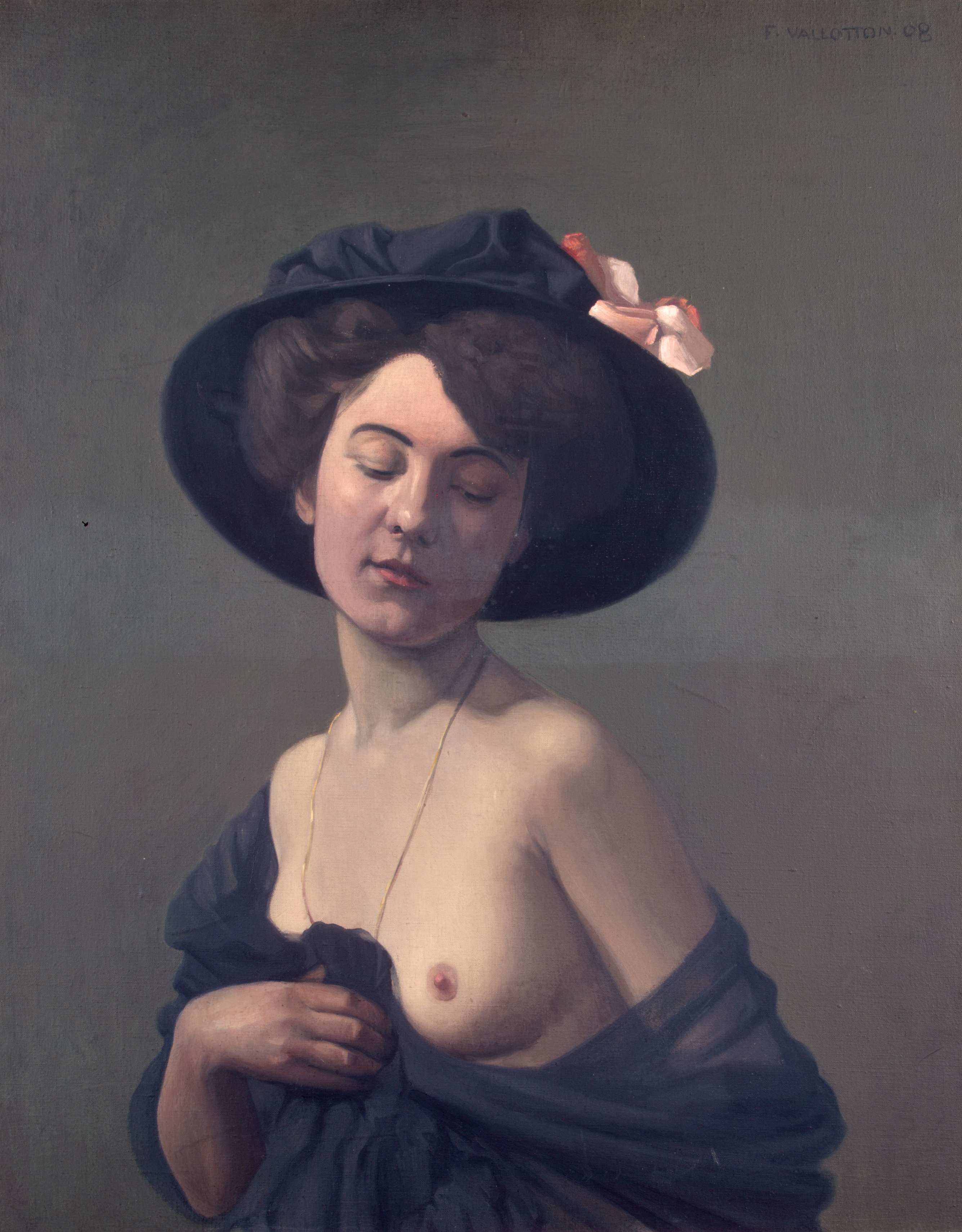
فيليكس فالوتون ، امرأة ذات قبعة سوداء
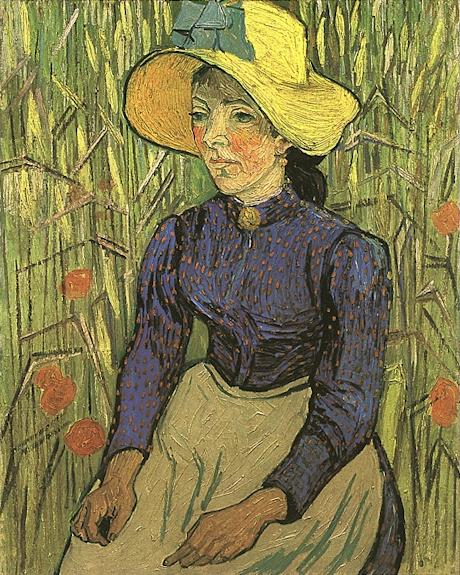
فنسنت فان جوخ ، امرأة فلاحية شابة ترتدي قبعة من القش
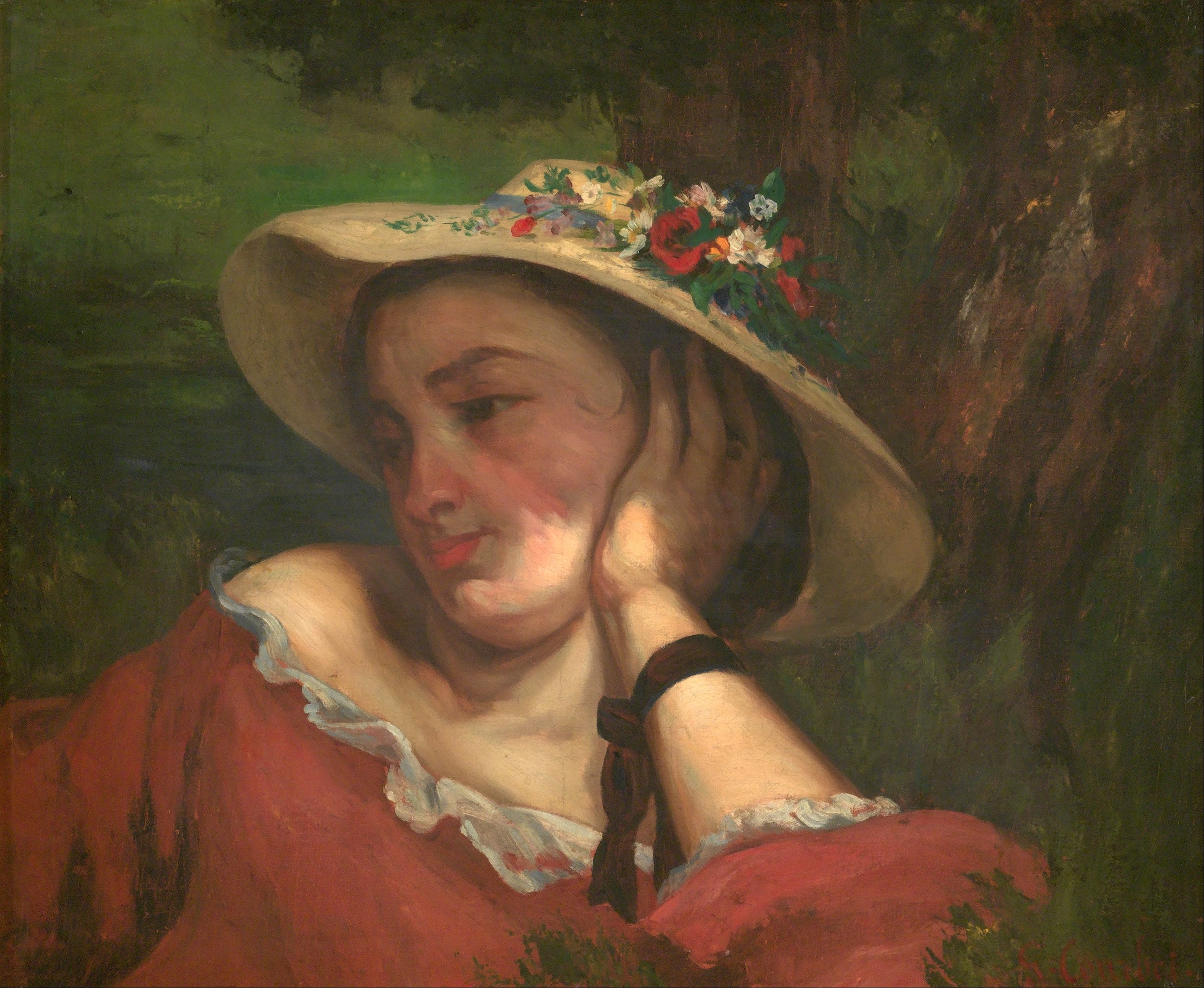
غوستاف كوربيه ، 1857، فتيات صغيرات على ضفة نهر السين ، تفاصيل لوحة ( امرأة تحمل أزهارًا على قبعتها )، المعرض الوطني في براغ
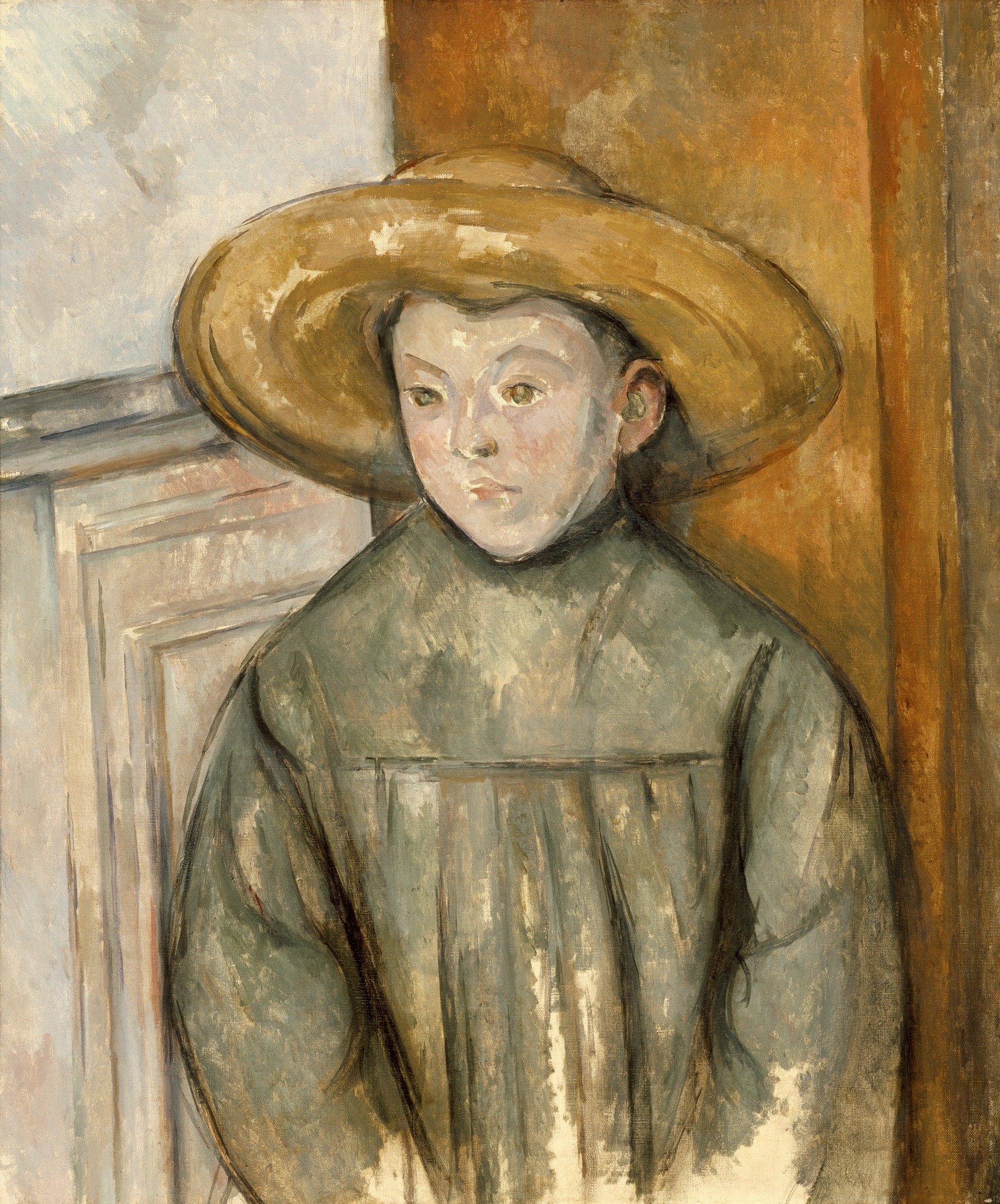
بول سيزان ، 1896، صبي يرتدي قبعة من القش ، 68.9 × 58.1 سم، متحف مقاطعة لوس أنجلوس للفنون